# 阿尔维斯·多斯·雷斯
阿图尔·维尔吉利奥·阿尔维斯·多斯·雷斯（葡萄牙語：Artur Virgílio Alves Dos Reis，1896年9月8日—1955年7月9日），葡萄牙籍罪犯，是1925年葡萄牙銀行大型銀行欺詐案的主犯，造成葡萄牙銀行紙幣危機，間接促成葡萄牙第一共和國垮臺。

## 早期生活
阿尔维斯·雷斯出身于贫困家庭。他的父亲是一个从事殡葬业的人士，但由于当时葡萄牙动荡不安，最终破产。后雷斯决定学习工程学，1916年8月，他正式开始攻读学位，但在第一年就退学了，并与玛丽亚·路易莎·雅各贝蒂·德·阿泽维多举行了婚礼。1916年，他决定移民到当时为葡萄牙殖民地的葡属安哥拉，试图发家致富，摆脱妻子家庭因社会地位差异而对他的轻视。于是他申请了安哥拉当地工程师的工作。由于他并没有在大学毕业，雷斯为自己伪造了牛津大学“理工学院”的文凭，但是在当时，牛津大学根本没有这个“理工学院”。据文凭显示，他学习了工程科学、地质学、几何学、物理学、冶金学、数学、古地理学、电气和机械工程以及应用力学，但葡萄牙的审核人员对这份文凭没有丝毫怀疑，通过了他的职位申请。在安哥拉，他负责下水道的建设与维修。

## 开始行骗
1922年，当阿尔维斯·雷斯还在安哥拉工作时，他听说安哥拉一家铁路公司的老板想卖掉公司，经过他的调查，他发现这家公司效益非常好，于是他便在他纽约的银行账户下开了一张支票，并用这些支票买下了这家公司。但由于他在这个银行账户里根本没有足够的钱，所以这些支票实际上是空头支票。但是他所开支票的银行在安哥拉并没有办事处，收到支票的人只能到乘船到葡萄牙才能变现。于是，他在控制公司后，赶在收到支票的人到达前将公司账户中的钱转入了他的银行账户，因此即使他一开始在银行账户中没有足够的钱，支票也被兑现了。在他的经营下，挪用的钱很快就被新的盈利给覆盖了。在之后，他也回到了葡萄牙，并准备故技重施，试图接管安哥拉的一家矿业公司。但是这次他的运气并不好——他在完全控制公司之前就被发现了，经过调查，之前他挪用铁路公司钱款的事情也被发现，1924年7月在波尔图因挪用公款而被捕。在律师的帮助下，他仅仅入狱54天，于1924年8月27日获释。

## 葡萄牙银行纸币危机

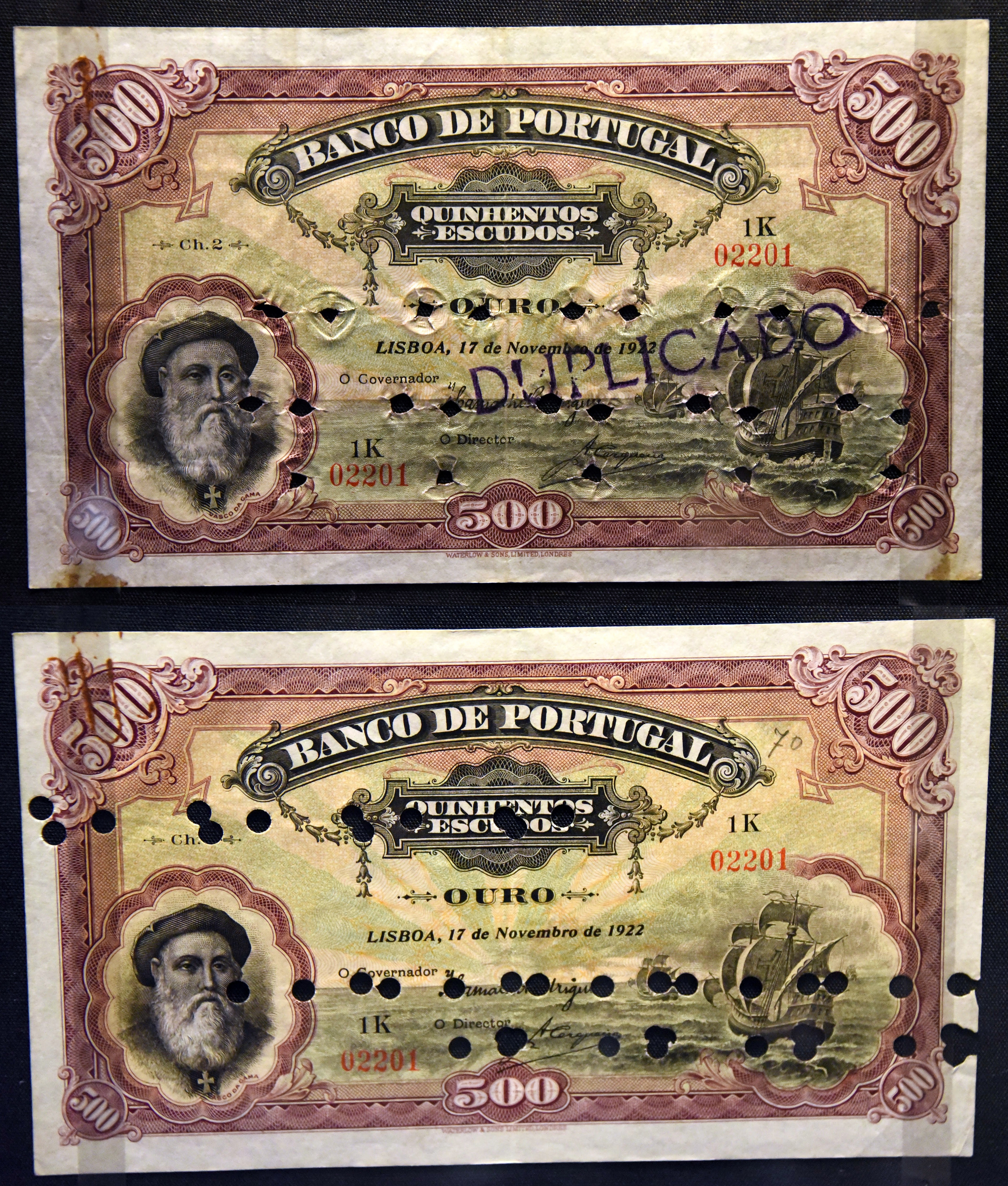
由雷斯委托印钞公司印的500埃斯库多钞票（上）和葡萄牙银行直接委托印钞公司印的的真钞（下）。两者都带有相同的序列号 1K 02201, 1922。在伦敦大英博物馆展出

在入狱期间，雷斯构思了后来被称为葡萄牙银行纸币危机的事件。他的计划是这样的：以葡萄牙银行的名义伪造一份合同——这份合同的大概意思是雷斯向银行缴纳一定财产，银行允许雷斯寻找印钞公司印刷等值的安哥拉货币，以在安哥拉投资。他的计划是利用这份伪造合同说服合法的印钞承包商制作纸币。由于葡萄牙政府也是找印钞承包商印刷纸币，所以一旦计划成功，他会获得一批真正的货币。
1924年，雷斯联系了他的一位合作伙伴，以协助他为葡萄牙银行行长执行“机密任务”。 雷斯写下了一份合同，并由一名十分粗心的公证人进行公证，这位公证人根本没有多看就通过了公证。他又找了比较粗心的外交人员，于是便获得了英国、德国（魏玛共和国）和法国（法兰西第三共和国）大使馆的三项公证证书。然后，一位合作人的亲戚还欠了葡萄牙银行行长一笔钱，雷斯替他还清了欠款，葡萄牙银行行长给他写了感谢信——上面自然有这位行长的签名。雷斯后面用法语翻译并重写了合同，伪造了葡萄牙银行行长签名（对照着感谢信），并将公证和两张新的钞票作为样本贴在合同上。
雷斯计划能够成功的关键是，只有他知道合同是伪造的。鉴于当时葡萄牙人民对政府货币政策的普遍不满，以及葡萄牙政府非常腐败和自私自利，他说服了协助他运作的其他人。 雷斯的主要伙伴荷兰贸易商卡雷尔·马朗、德国贸易商阿道夫·亨尼斯和何塞·班德拉（葡萄牙驻荷兰大使安托尼奥·班德拉的兄弟）后来声称自己始终相信该项目自始至终都是合法的。所以这项行动自始至终都没有被人发现。
卡雷尔·马朗去了Joh.Enschedé——这是一家古老的荷兰印刷公司。这家公司检查了他们的钱币样本，称这些钱币是由伦敦华德路父子公司印刷的，这家英国印刷商几乎同样古老且更加杰出。由于合同坚持要求新纸币与现有纸币相同，这家荷兰公司建议马朗将工作交给华德路公司，因为他们已经拥有了印版。 1924年12月4日，马朗带着Joh的介绍信与威廉·华德路爵士取得了联系。马朗解释说，出于政治原因，合同需要極盡保密，并承诺华德路将很快收到里斯本的适当文件。
当华德路收到授权印刷的信件——其实是雷斯的赝品后，他接受了合同。 雷斯设法计算出葡萄牙中央银行使用的序列号的顺序，但却忽略了消除已经使用的数字。当华德路意识到这些钞票的编号与之前打印的相同时，他们通知了“银行”（实际上是雷斯）。他还给葡萄牙银行行长写了一封信，信中谈到了与马朗的合同，但信却被阿道夫·亨尼斯截获了。后雷斯专门写了一份回信，说明了马朗的合同是真实、有效的，并在信中说明这件事情应保密。虽然这是安哥拉货币，但事实上其与葡萄牙货币埃斯库多十分相似，只是在上面加印了一个“A”字样，而在合同中规定，这个“A”字样将由葡萄牙银行自己印，也就是说，华德路印出来的货币事实上就是葡萄牙埃斯库多。

### 结果和影响

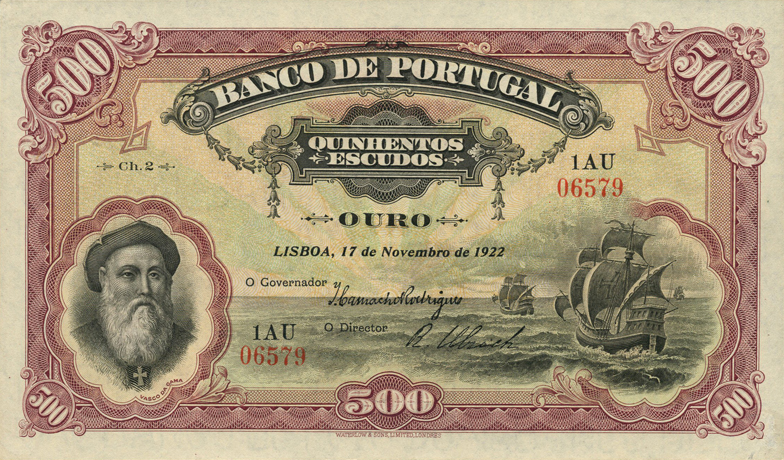
一张由雷斯委托印的500埃斯库多

华德路父子公司帮雷斯印制了20万张500葡萄牙埃斯库多（相当于当时葡萄牙名义GDP的0.88%）的钞票，上面印有瓦斯科·达·伽马的形象，日期为1922年11月17日，总面值高达1亿埃斯库多。这种500埃斯库多的数量甚至和真钞一样多。华德路第一次交付是在1925年2月，在雷斯的同伙何塞·班德拉和卡雷尔·马朗的帮助下，这些钞票从英国运到了葡萄牙，前者利用其兄弟作为外交官的特权，而卡雷尔·马朗则持有利比里亚签发的外交护照。雷斯随后开始将这些钞票清洗成以黄金为基础的外币和较小面额的葡萄牙货币。
雷斯本人获得了他计划收益的25%，这使他非常富有。1925年6月，他们共同创建了“安哥拉和大都会银行”，由班德拉掌舵，以帮助流通他们的货币并投资于葡萄牙和安哥拉的项目。通过非法增加货币基础并大力投资货币、土地、建筑和企业，他和班德拉在一时间创造了葡萄牙经济的短暂繁荣。雷斯买下了金童宫（Palácio do Menino de Ouro，现在是里斯本英国文化协会的大楼）、三个农场、一个出租车队，并为他的妻子在珠宝和昂贵的衣服上花费了巨资。班德拉收购零售店并投资于各种企业；他还试图收购《新闻日报》，但未成功。1925年秋天，雷斯和亨尼斯访问了安哥拉，并在此地购买房产、投资公司并制定发展计划。他在那里被誉为救世主和“葡萄牙自己的塞西尔·罗德斯”。
雷斯的计划还有最后一步——收购葡萄牙银行，这一步一旦实现，雷斯伪造合同的事情就再也不会被人发现。1925年夏秋两季，当他和亨尼斯访问安哥拉时，他让班德拉和他自己的助手小弗朗西斯科·费雷拉查明了银行股份的所有权（这是秘密的），并根据银行的复杂规则购买了这些股份。最终，他们购买了10000股股票——要想成为股东，必须控制45000股。在之后，由于安哥拉及大都会银行被调查，班德拉不得不停止购买股票。

### 骗局被发现和逮捕
整个1925年，由于流通货币大量增加并引发通货膨胀，关于假钞的流言也不断出现，但它们无法被发现：雷斯发行的钞票本身并不是伪造的，而是真正的埃斯库多，只不过没有得到葡萄牙银行的授权。
尽管葡萄牙政府并没有发现未经授权的纸币发行，但雷斯和他的合作伙伴对安哥拉投资引起了人们的关注。长期以来，葡萄牙人一直怀疑德国政府觊觎他们的安哥拉殖民地。由于亨尼斯在第一次世界大战期间与德国间谍机构建立了良好的关系，因此亨尼斯在银行中的突出作用和雷斯凯旋返回安哥拉引起了怀疑。于是，葡萄牙的《世纪》报纸指派其高级记者深入调查银行和雷斯，后这家报纸也首先报道了雷斯的骗局。
记者问，安哥拉大都会银行怎么可能在不收取存款的情况下提供低利率贷款。暗示该银行是由德国人控制，其目的是渗透该国并控制安哥拉殖民地。在采访过后，银行业商业监察员在报纸的讨伐开始前不久就展开了调查。监查员的调查是针对与安哥拉和大都会有关的人试图购买葡萄牙银行的股票。这项调查也加剧了随后围绕安哥拉和大都会及其支持者的怀疑。
1925年12月4日，波尔图一家货币兑换商的柜员一直在关注媒体的所有指控和揭露，突然灵光一现，确信安哥拉和大都会银行一定在造假。由于安哥拉及大都会银行非法高价从他那里购买外汇（货币兑换在当时在葡萄牙是非法的，但实际上很普遍并被容忍），这些交易的账本随后便被销毁。尽管这位员工和葡萄牙银行波尔图分行的官员都找不到任何证据证明安哥拉及大都会银行的钞票是伪造的，但这种情况本身就非常可疑，于是，他们向里斯本报告了这一指控。 
1925年12月4日，葡萄牙银行派出了检查员若昂·特谢拉·迪雷托前往波尔图，调查安哥拉大都会银行的巨额存款。经过详尽的调查，他们终于发现了带有重复序列号的钞票。当局命令所有银行机构按序列号顺序存储票据，以检测重复；还发现了更多重复的货币。于是葡萄牙银行联系了伦敦华德路父子公司，当两边的信息交换之后，雷斯的计划就败露了，12月5日，《世纪》报公开报道了雷斯的骗局。

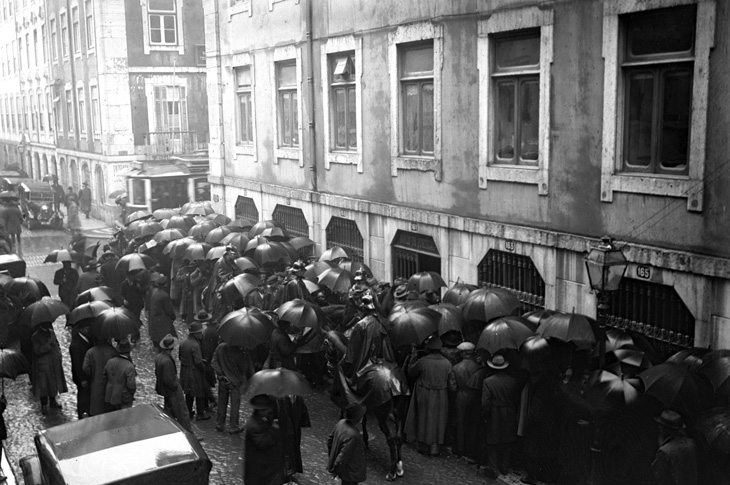
人群涌向里斯本的葡萄牙银行大楼，将500埃斯库多兑换成面额小的货币（1925年12月8日）

12月6日，雷斯的银行的财产被葡萄牙政府没收，并对他和他的大多数同伙发出了逮捕令。雷斯和亨尼斯在阿道夫·沃尔曼的船上从安哥拉前往葡萄牙的途中被告知，他们将在进港时被捕。亨尼斯溜走了，并设法逃脱了追捕。他改变了自己的身份，并得到了大部分属于他的财产。尽管亨尼斯恳求，雷斯拒绝逃跑，坚持返回里斯本为自己辩护。几天后他被捕了。那一年他仅28岁。
在接下来的审判中，雷斯的伪造文件以及对国家精英的普遍不满让法官们怀疑葡萄牙银行官员以及政府和机构中的其他人可能也参与其中。这让判决推迟了五年，但雷斯最终在1930年5月受审。他被定罪并被判处20年监禁。在狱中，雷斯皈依了新教并在其他罪犯中传播新教。他于1945年5月获释，有銀行請他工作，但他拒绝。后雷斯又在1952年骗了一个商人6万埃斯库多，当时的交易显示，雷斯应缴纳4200罐一种安哥拉咖啡，但这种安哥拉咖啡根本不存在。最终，雷斯于1955年死于心脏病发作。

### 主要从犯的命运
班德拉被判处15年徒刑，他服完刑获释后短暂进入夜总会业务。他于1960年3月下旬在里斯本去世。
马朗在荷兰受审，并被判处11个月监禁。为了不服刑，他离开了这个国家。后来他在法国收购了一家小型电器制造商，最终成为了一位受人尊敬的制造商和法国公民。1960年2月13日，他将这家繁荣的公司的管理权交给了儿子，并于1960年2月13日在戛纳的度假屋中去世。
亨尼斯逃到德国，后来以他的真名汉斯·多林重新出现。他有一段时间生活得很好，但最终因投资失利而失去了大部分财富。他把所有资产都交给了一位他认为值得信赖的朋友，后来发现无法收回，只能生活在贫困之中。 1936年8月29日，他在柏林一家医院中去世，死因有争议。 

### 影响
雷斯的欺诈行为对葡萄牙的经济和政治产生了巨大影响。到1925年底，雷斯成功让价值 1,007,963 英镑的埃斯库多钞票（相当于现在的6116萬英镑 ）进入葡萄牙市场。葡萄牙埃斯库多汇率大跌，失去了信用。雷斯的计划被发现后，葡萄牙银行下令在20天内召回全部500埃斯库多钞票进行检查，截至到12月26日，有115,000张钞票被收回。
当雷斯的欺诈行为在1925年12月为公众所知时，葡萄牙政府陷入了信任危机。这场危机也对1926年5月28日的政变产生了相当大的促进作用，该政变推翻了葡萄牙第一共和国，使国家陷入了军政府掌权的局面。
葡萄牙银行在伦敦高等法院起诉了伦敦华德路父子公司。该案最终于1932年4月28日在上议院判決，该银行获得了610,392英镑的赔偿金。
伦敦华德路父子公司的业务从未完全恢复；它最终在1961年被德拉鲁公司收购。威廉·华德路被免除印刷厂总裁的职务，并于1929年当选伦敦市长。他于1931年7月6日死于腹膜炎。